# De Zaanlander

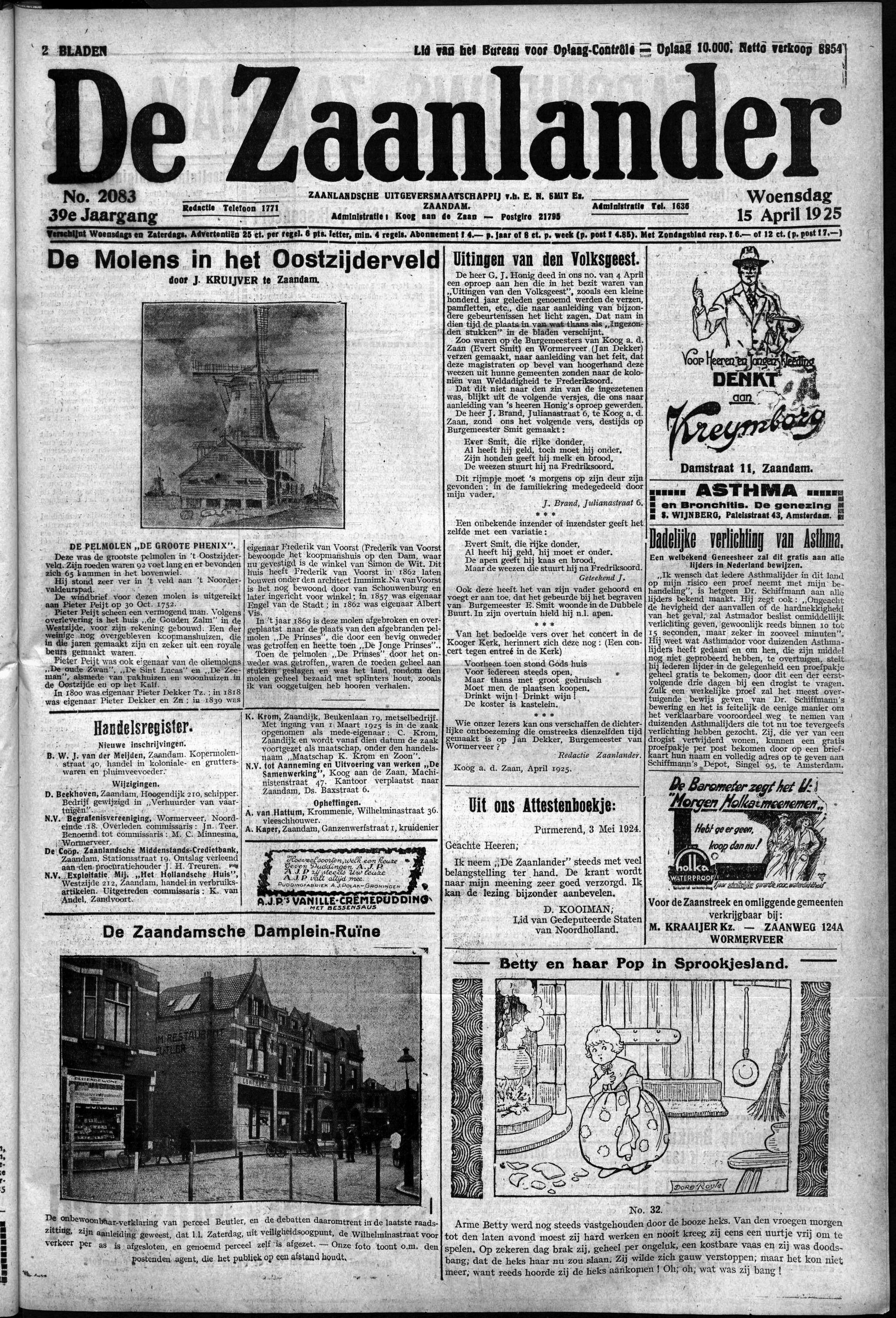
Voorpagina van De Zaanlander uitgave 15 april 1925

De Zaanlander is een voormalig ochtendblad uit de Zaanstreek uitgegeven tot 1992 door de Verenigde Noordhollandse Dagbladen uit Alkmaar. In 1992 ging De Zaanlander samen met De Typhoon op in Dagblad Zaanstreek

## Geschiedenis
De krant was in 1886 in Wormerveer opgezet als advertentieblad, onder de naam Algemeen Advertentieblad voor de gemeenten Zaandam, Koog aan de Zaan, Zaandijk, Wormerveer, Krommenie en Westzaan. Later kreeg de krant zijn huidige naam. 
De oprichter en eerste uitgever was J.C. Peereboom, die later naar het Haarlems Dagblad ging. De oorspronkelijke oplage was circa 2000. 
Vanaf 1938 werd de krant een dagblad, die in die tijd 18.000 abonnees had. De krant was 'fout' in de oorlog en dat werd haar tot het eind van de twintigste eeuw nagedragen. 